# 期數列外
期數列外（韓語：기수 열외）是源自於韓國海軍陸戰隊的名詞，指存在於部隊內的一種集體霸凌現象，也是一種體制之外的懲罰機制，類似英語中的「紅色條規」（Code Red）。
相較於「期數」次序，即陸戰隊軍人依入伍期數區分長幼、決定地位的不成文規矩，「期數列外」便表示遭到孤立的特定隊員，被隊友排除在期數次序之外、不按前輩或後輩的資格對待，蒙受來自老兵或新兵的蔑視、欺侮，甚至虐待。在傳統上注重長幼的韓國文化中，「期數列外」對受到排擠的個別士兵而言，即意味著自己的地位不被團體認同，而形成人格屈辱的效果，少數場合下會導致更嚴重的暴力事件。
期數列外現象在2011年7月江華島槍擊案發生後，被韓國國防部稱為「軍中惡習」。國防部長金寬鎮亦於7月9日向大韓民國國軍多位將級指揮官下達指令，調查部隊中類似的虐兵現象。

## 具體型態
根據韓國軍方人權中心（인권센터）於2011年7月14日發表的調查結果，期數列外的施行除了排擠、孤立之外，可能涉及辱罵、毆打等具體行為，有時是經士官、軍官討論後，由上級士兵執行。執勤表現不佳或不適應軍旅生活的士兵容易成為受害對象。

## 相關事件
2011年3月，韓國國家人權委員會公布了陸戰隊內部發生的一些不當事件，包括老兵肆意毆打新兵，讓新兵吊在單杠上，强迫進食等。6月3日，又公開表示駐在浦項的第1陸戰師內有士兵向上級舉報了部隊內一宗「期數列外」的案例，有新兵因未對老兵使用敬語，而遭受暴行、羞辱等待遇。
2011年7月4日，第2陸戰師駐江華島的海岸哨所內發生了槍擊事件，肇因於一名金姓上兵不堪被比自己年長的後輩毆打和集體孤立，在對於期數列外極度不適的情形下，竊取了K-2步槍和子彈，於午餐時間至宿舍內開槍射擊、並在倉庫引爆手榴彈，造成4人死亡、自己與另一名士兵受傷。
江華島事件不久後的7月10日，鄭姓一等兵被發現在浦項的第1陸戰師兵營內上吊身亡，身上三處疑似被毆的傷痕和遺書中的內容，顯示其遭受的期數列外待遇可能成為求死原因。